# Zwaluwstaartmeeuw
De zwaluwstaartmeeuw (Creagrus furcatus) is een zeevogel uit de familie van de meeuwen (Laridae). De zwaluwstaartmeeuw is de enige soort binnen het geslacht Creagrus. Het is een bijna endemische vogelsoort van de Galapagoseilanden.

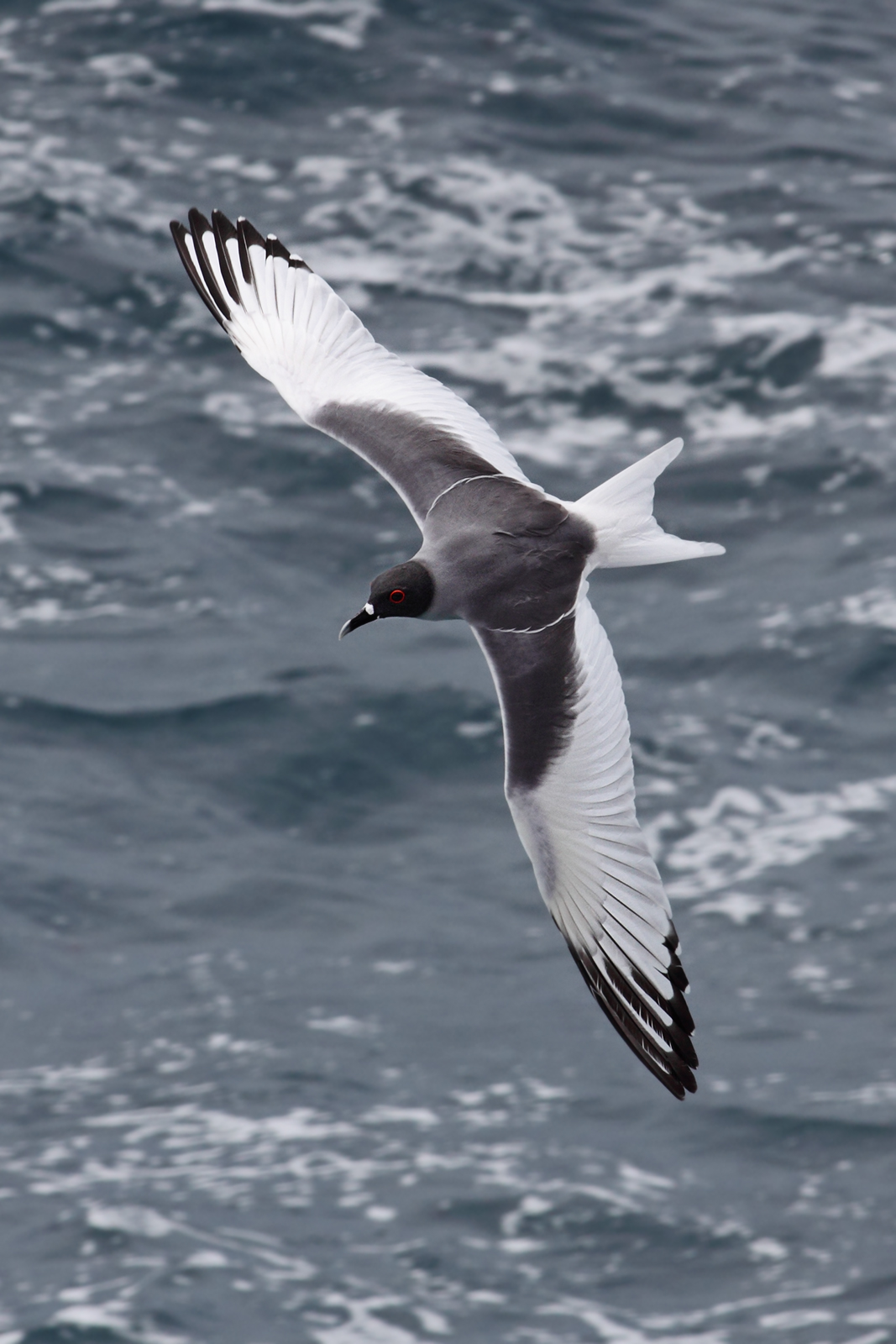
Zwaluwstaartmeeuw in vlucht, van boven gezien

## Kenmerken
De vogel is 51 tot 57 cm lang en weegt 610 tot 780 g. Het is een opvallende meeuw met een diep gevorkte staart. Volwassen vogels hebben een donkergrijze kop die geleidelijk naar achter en naar beneden richting borst bleker wordt. De mantel, bovenvleugel en rug zijn grijs, de staart en de stuit zijn wil. De snavel is donker, bijna zwart met een witte vlek op de basis van de bovensnavel.

## Verspreiding en leefgebied
De soort broedt hoofdzakelijk op kliffen vooral op de oostelijk gelegen Galapagoseilanden en het eiland Malpelo ten westen van Colombia, maar ook wel op grindstranden met vegetatie. De vogel mijdt de koudere wateren ten oosten van Fernandina en het westen van Isabela.
Buiten de broedtijd verblijft de vogel op open zee, vaak 500 km van kusten, waar hij foerageert op haringachtigen en pijlinktvissen.

## Status
De grootte van de populatie is onbekend en er is ook niets bekend over aantalsfluctuaties. De zwaluwstaartmeeuw heeft een groot verspreidingsgebied en daardoor is de kans op uitsterven zeer gering en daarom staat de vogel als niet bedreigd op de Rode Lijst van de IUCN.